# 迫田 (家具店)

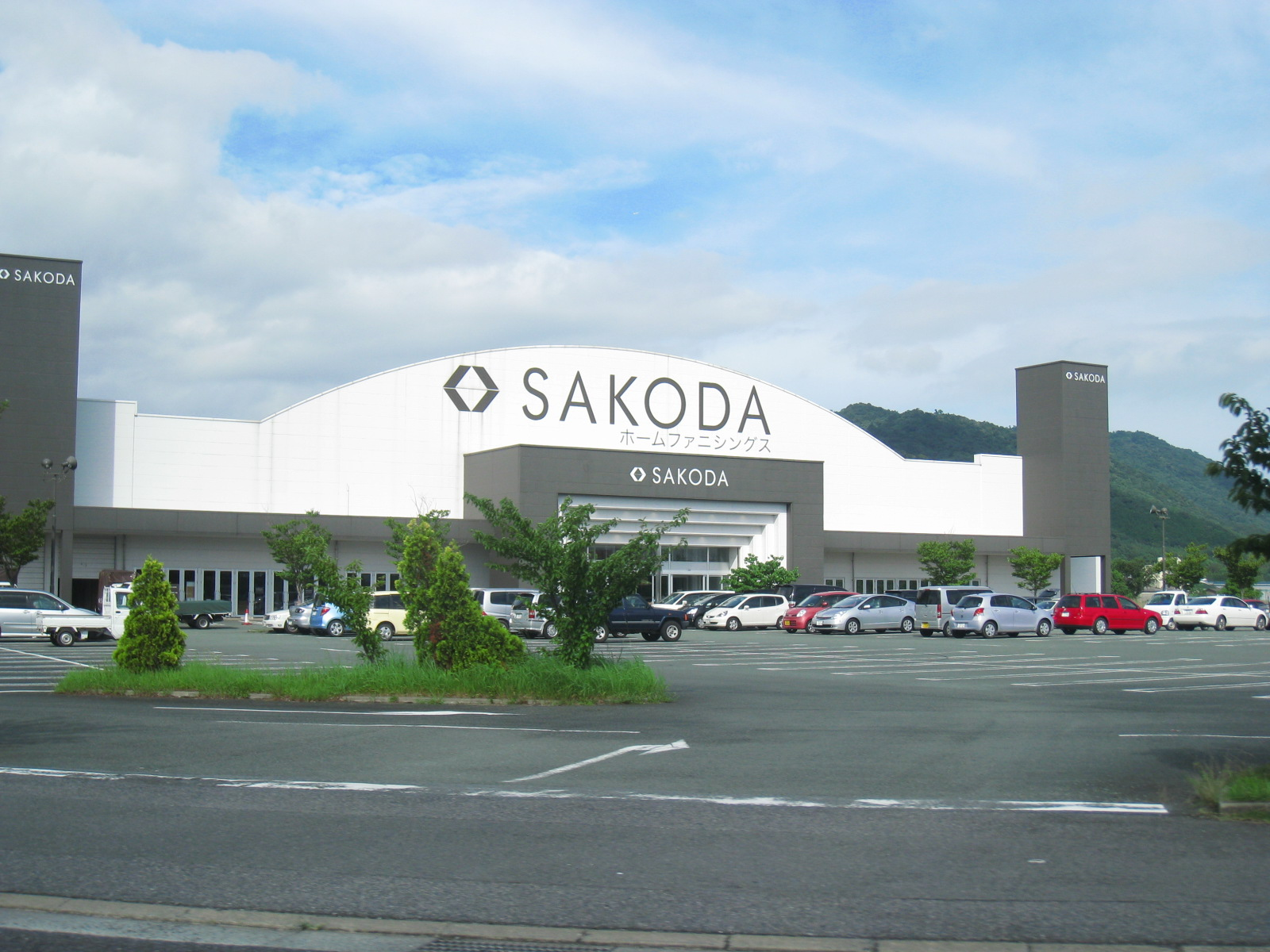
SAKODAホームファニシングス熊本店（熊本県宇土市）

株式会社迫田（さこだ）は、鹿児島県鹿児島市に本社を置く、インテリア（家具）専門店などを九州地方で展開する企業である。店舗は鹿児島市の他、福岡県、熊本県、大分県に所在する。

## 沿革
- 1944年8月 - 迫田繁治が個人経営する迫田木機製作所を創立。
- 1948年 - 株式会社組織に改組[1]、株式会社迫田タンス店創立。
- 1963年 - 株式会社迫田に改名[1]。
- 1984年 - 天文館にあった本店を閉鎖し、鹿児島市与次郎に大型店として移転オープン[1]。
- 1995年 - 鹿児島市南栄に日本初となる家具のアウトレットストア『アウトレットエックス鹿児島店』をオープン[1]。
- 2006年7月 - 福岡県1号店として、『SAKODAホームファニシングス福岡小戸公園前店』をオープン。
- 2007年3月9日 - 『ファニチャーモールメガ』を業態変更し、『SAKODAホームファニシングス熊本店』としてオープン。
- 2007年4月12日 - 『ファニチャーアウトレットエックス』の熊本1号店として「熊本東バイパス店」をオープン。
- 2007年7月13日 - 福岡県筑紫野市に『SAKODAホームファニシングス福岡筑紫野店』をオープン。
- 2011年10月7日 - 福岡県糟屋郡新宮町に『SAKODAホームファニシングス福岡新宮店』をオープン。
- 2012年6月 - 福岡新宮店が「SAKODAホームファニシングスアウトレット」（ファニチャーアウトレットエックスとは異なる形態）に業態変更。
- 2012年10月26日 - 福岡県北九州市に『SAKODAホームファニシングスリバーウォーク北九州店』をオープン[2]。
- 2017年6月 - 大分県1号店として、『SAKODAホームファニシングス大分新川店』をオープン。

## 運営店舗
SAKODAホームファニシングス
- 与次郎店（鹿児島県鹿児島市、本店格）
- 熊本店（熊本県宇土市）
- 小戸公園前店（福岡県福岡市西区）
- 大分新川店（大分県大分市）

ファニチャーアウトレットエックス
- 鹿児島谷山店（鹿児島県鹿児島市）
- 熊本東バイパス店（熊本県熊本市東区）
- 福岡新宮店（福岡県糟屋郡新宮町）- ハローデイ新宮店２F
- 福岡筑紫野店（福岡県筑紫野市）- シュロアモール筑紫野

### かつて運営していた店舗
SAKODAホームファニシングス
- リバーウォーク北九州店（福岡県北九州市小倉北区） - リバーウォーク北九州地下1F、2017年8月31日に閉店。